# 灰窰下村
灰窰下村為香港沙田區一條客家村落，現時已因沙田新市鎮的發展而搬村，建立灰窰下新村。

## 歷史
灰窰下於清朝咸豐初年（約1851年）建村，是沙田圍村的分支，村民以謝氏為多數。沙田圍自建村後人口增加，部分謝氏於咸豐初年外遷往圓洲角建謝屋村和位於現今博康邨東面部份的灰窰下，因此灰窰下與謝屋村是同宗同源。
沙田海東岸於70年代填海發展，灰窰下於1981年遷至現時窰圍街，原址興建博康邨第二期（即邨的東面部份），村中的小山崗獲保留為休憩花園。因為遷村關係，灰窰下過去的客家圍村建築已不復見，取而代之是三層高的村屋。

## 選舉
現時謝屋及灰窰下仍是沙田鄉事委員會旗下村落之一，兩村合共選原居民代表（原居民村長）、居民代表各一。在2019年香港鄉郊代表選舉原居民代表及居民代表分別是謝火生和謝良興。
而同宗的沙田圍，在選舉上則屬另一條村，但搬村後，其實與灰窰下村一街之隔。